# Pullukanjärvi
Pullukanjärvi eller Pullukkajärvi är en sjö i Finland. Den ligger i kommunen Kuhmo i landskapet Kajanaland, i den centrala delen av landet, 500 km nordost om huvudstaden Helsingfors. Pullukanjärvi ligger 174,3 meter över havet. I omgivningarna runt Pullukanjärvi växer i huvudsak barrskog. Den är 5,6 meter djup. Arean är 50,6 hektar och strandlinjen är 9,18 kilometer lång. Sjön  ingår i Vuoksens huvudavrinningsområde. 